# Sakusakuゲスト一覧
saku sakuゲスト一覧（サクサクゲストいちらん）は、テレビ神奈川（tvk）制作のバラエティ仕立て音楽情報番組『saku saku』のゲストコーナーに登場した出演者の一覧である。

## ゲストコーナー
番組内においてアーティスト紹介を目的として該当週の各曜日にゲストコーナーが設けられる。バラエティ色が強い本番組の音楽番組本来の趣旨を反映している定番コーナーである。
ゲスト無しの週もあるが、番組当初から平均するとゲストコーナーが設けられている週の方がはるかに多い。このコーナーの進行、聞き手はジゴロウ／ヴィンセントが行い、MCはゲストとの間（画面中央）に座って会話に参加するという形態をとっている。グループ等で大人数出演する場合、ゲストは2列に並ぶようになるが、MCを中央に配置するレイアウトに変わりはない。ゲスト紹介のテロップは登場時にメンバー全員が表示される。

## ゲストの特徴
原則として音楽活動を行っているアーティストが呼ばれるが、番組または出演者にゆかりが深いという理由でアーティスト以外が呼ばれる事もある。

## 登場頻度の高いゲスト
地方ローカルの音楽番組ながら著名アーティストが何度もゲスト出演する。出演の主な目的は新譜の紹介やツアーの告知等であるが、出演を楽しんでいるアーティストも多い。ゲスト出演について『実家でくつろいでるような気分』（スキマスイッチの大橋）というコメントのように、他局では見られないような一面を見せるのもこのコーナーの魅力のひとつ。
登場頻度の高い代表的なゲストを以下に示す。
木村カエラ
番組2代目MCでありアーティスト兼モデル。卒業後も継続的にゲスト出演を果たしている。番組エンディングテーマの起用や自身のCDの付属特典として番組とのコラボ企画を行うなど現在でも番組との結びつきは強い。ゲスト出演時は近況の他、MC時代のエピソードも織り交ぜられ、元MCならではのトークを繰り広げる。奇抜なファッションを見事に着こなし、6回目の登場では髪型と衣装からヴィンセントに「金髪イクラ地獄」と命名されたりしている。結婚・出産後、初めての登場回（2011年10月10日週）では、その話題（結婚・出産関連）が事務所NGと通告され、話題に困ったヴィンセントと三原であったが、木村自らが「私の子供の名前勝手に番組で付けてたでしょう」と、それとなく話題を振り、「（卒業後も取り上げてくれて）嬉しい」と変わらぬ番組愛を見せた。しかし「歴代MCでは4位（最下位）」という視聴者投稿が紹介されると不機嫌になるも「あなたは好き嫌いがハッキリ分かれるタイプだから」とヴィンセントからフォローされた。
コブクロ
番組中では『コブクロ兄さん』と呼ばれる。『ちくわ部』のコーナーおよび毎週火曜日の『週刊コブクロ塾』のコーナーに出演していた。コーナー終了後もゲスト出演がある（通算7回出演）。2005年11月以降ではビデオレターでは2回ほど有るが、ゲスト出演からは遠ざかったため、ビデオレターが送られてきた際に黒幕からネタとして揶揄された（その後、ビデオレター出演もしばらくなくなった）。
2007年12月12日の放送において、後述の"デパペペのインストde委員会"で楽器フェアの模様を収録していたDEPAPEPEと、偶然プライベートで楽器フェアに来場していた小渕が遭遇し、挨拶を交わすという一幕があった。DEPAPEPEも"コブクロ兄さん"として慕っている。
最近はレコード大賞獲得、選抜高校野球や全国高校サッカーのテーマソングに選ばれる等のビッグアーティストになり、黒幕が『（あれだけダーツ好きな）小渕さんがダーツに誘ってくれなくなった』と嘆いているほどだったが、2009年4月10日放送で、1週間限定でMCに復帰したあかぎあいへのビデオレターで久々に番組に登場した。
その後2009年8月第2週にゲストとしては実に約4年ぶりに登場したが、スケジュールの多忙等により、ゲストコーナーとしては番組初の出張収録となった。
DEPAPEPE
火曜日の最終コーナーをコブクロから引き継ぎ『デパペペのインストde委員会』に出演していた（2005年4月 - 2010年3月）。番組中では『徳ちゃん（徳岡慶也）』、『拓ちゃん（三浦拓也）』と呼ばれる。屋根の上へのゲスト出演は通算17回（2013年11月時点）を数え、番組最多のゲスト出演を誇る文字通りの準レギュラーである。
ヴィンセントや木村カエラからは『付き合いが悪い』、『トロピカル・バカ』などと（ネタとして）悪口を言われていたが、実際の仲は良い模様。木村最終週には木村卒業のために新作した曲である『Kaela Night&Day(かえらないで)』を屋根の上で披露した。後にこの曲は"Night & Day"としてリリースされた。
2007年出演時、2人に新たにニックネームをつけようという事になり、『タイツライダー』（徳岡）、『革パン騎士(ナイト)』（三浦）の名が授けられた。
2008年3月31日から2010年4月2日まで、2011年4月4日から2012年3月30日まで番組のオープニングテーマを担当していた。
2008年4月第1週出演時、MCである中村が欠場週だったため、臨時でMC代行を務めた（ただし全ブロックを勤めたわけではない）。当人たちは不慣れということもあり（特に徳岡は単独で『屋根の上』に登場するのを露骨に嫌がった）、『再挑戦を打診されても辞退したい』とその週の番組内で感想を漏らし笑いを誘った。
三浦が『デパペペのインストde委員会』で単独ロケで出演する際、彼の趣味であるウルトラマンと恐竜がネタになることが多い（三浦はこのコーナーでウルトラ検定3級の資格を取得している）。最近ではサーフィンをやり始めたとのことで、その話題がコーナーで紹介されたとき、パートナーの徳岡をはじめ、ヴィンセントや三原から到底いただけないとのコメントがされた。
2012年3月6日には月1回の番組企画「続・DEPAPEPE学園」最終回（第10回）としてスタジオに登場し、屋根の上で生演奏を披露した。このようにゲストコーナー以外にアーティストが登場するのは番組としては異例のことである。
長らく番組に存在したレギュラーコーナーは消滅したが、オープニング曲での起用や、番組主催のイベントの多くにも登場する他、番組のホームページでも常にトップページにバナー（リンク）が設置されており、番組では準レギュラーとしての地位を確立している。
一青窈
NHK紅白歌合戦にも出演したシンガー。saku saku出演時には『一青っち（ひととっち）』と呼ばれる。2003年1月第3週に登場して以来、番組初期（あかぎあい時代）から出演し続けている常連。通算11回の出演を果たしている（2012年6月時点）。
出演時にはsaku sakuの特色でもあるクロマキーに対して挑戦的な姿勢を見せ、わざと青や緑メインの服を着用してくるため（saku sakuのクロマキーはグリーンバックである）、顔と腕露出部のみが画面に浮いているように見える。2008年2月最終週の出演では、前回の出演時の中途半端な透け方に満足がいかなかったことへの反省としてほぼ全身を緑色の服で着用しての登場となり、かつての電波少年のような完璧な透けかたの映像の提供を実現した（ちなみに、このときの携帯電話の色も緑色のため、番組では透けた形で放映された）。
2008年11月にビデオレターで登場し『今度（黒幕が）舞台に来てくれなかったら、もう屋根の上で緑の服は着ない』と発言したが、黒幕は『別に着なくていいだろ』と述べた。
2012年6月には約2年のブランクを経て相変わらずの緑の服で登場し、5代目MCトミタ栞と対面し、この時点で全MC(5人)と出演するという初の快挙を達成した。
オーノキヨフミ
北海道出身・東京都練馬区在住のミュージシャンでヘビーサクサカー。VTR出演のほか屋根の上への出演歴もある(過去2回出演)。
黒幕との親交が深く、プライベートでもよく酒を交わす仲である。"みんなでうたおう"コーナーでは黒幕と共作で『練馬のうた』を2ヴァージョン発表。自身のライブでも歌い、"第二章"はシングル"新宿西口摩天楼"のカップリング曲となった。
Crystal Kay
横浜出身のシンガー。初登場は2001年8月最終週。番組初期から何度もゲスト出演しており、黒幕作のうたの歌詞にも登場している。通算出演回数はDEPAPEPE、いきものがかりに次ぐ12回（2010年11月第3週出演時点）を数える。木村カエラ時代では最も多く出演（計6回）し、番組内では『クリちゃん』と呼ばれる。
出演ゲスト中、本番組（前身の頃は除く）の開始以来よく出演している人物で、黒幕とは最も古い付き合いのあるゲストである（2008年までは年1回のペースで継続して出演していた）。
かつて番組で開催されたイベントである、saku sakuアコースティックライブvol.2に参加している（2002年4月2日）。
身長が170cmと長身である故、ヴィンセントより"（中村優と）ほぼ同じ身長の女"とのキャッチコピーが授けられた（2008年8月1日の放送）。
2010年6月の出演の際にはMC三原勇希が以前から彼女のファンであったことを明かした。それを受けて、同年11月の出演の際には紹介テロップに『ちなみに三原勇希は番組に出る前からクリちゃんの大ファンでした。』との一文が入った。
LITTLE
八王子市生まれ、現在も同市北口方面に在住するラッパー。初登場は2002年2月第2週。通算6回出演（2008年5月第2週時点）を数える、番組初期から出演しているゲストである。ヴィンセント曰く八王子三大偉人の一人（後の2人は松任谷由実と北島三郎とのこと）。
黒幕と同じ"中央線仲間"であることから、都下区域（特に中央線沿線、八王子近辺）絡みの話題に上がることが多い。また仕事の関連で井の頭線も良く利用しているらしい（時間帯は主に夜間）。
番組常連であるFUNKY MONKEY BABYSとは出身が同じで、イベントで共演することも多く、彼らのことを話題に上げることがある。
基本的に穏和で控えめな性格。誕生日が5/8生まれということで、ヴィンセントにサクサク界隈の5月生まれの人はマジメだけど変人みたいな人と評されている（2008年5月14日の放送より）。その他の番組に関連する5月生まれの人物は、5/9:あかぎあい,平原綾香,大橋卓弥（スキマスイッチ）、5/10:黒幕,5/13;中村優,DJケミカル（FUNKY MONKEY BABYS）の面々となっている。
かなりのゲーマーで、取り分けレトロゲームが好きであるとのこと。
かつて黒幕より、自作のラップとして、"LITTLE君に捧げるラップ"を本人の前で披露したことがある（2003年1月27日の放送より）。その後に、自身が黒幕に番組内でラップにおける韻の踏み方をレクチャーした（2005年5月27日の放送より）。そのレクチャーを元にして、後に黒幕により、みんなでうたおうのコーナーで"八王子のうたVer.1"を作曲した。
スガシカオ
"夜空ノムコウ"などで知られるシンガー。以前からのサクサカーであり、ビデオレターなどを寄せていたが、モチーフにされた『スガ鹿男』の登場に憤慨し、ゲストとして殴り込みをかけることになった。しかし、黒幕と同い年ということでウマが合い、同年代ならではの気の合ったトークを繰り広げた。『暇だと思われるからあまり来ない』と言いながら、その後何度も出演することになる（通算9回出演。2013年4月時点）。ブレイク後にsaku sakuへの出演が減ったスキマスイッチ（同じ事務所の後輩）に対し『このバックは背負えない』と発言したこともある。
2007年度ゲスト・オブ・イヤーでは第3位を記録。トークの最中にスベるのが怖いからということで『番組前にもっとちゃんと打ち合わせをしないか?』と黒幕に懇願するなど、芸人的なノリも見せる（2008年9月19日放送にて）。
自身のお気に入りで公的には規制されたことのある"19才"のPVを番組で流そうとしたことがあるが、別の楽曲（奇跡）のPVに差し替えられて阻止された。
中川翔子ファンを自称するスガは他局で中川翔子と共演した際に『出てみてはどうかね?』とsaku saku出演を勧めたとのエピソードも披露されたが、現在のところ実現には至っていない。
事務所独立後、初めて登場となった回（2013年4月8日週）では、ヴィンセントから真相を追究されるも、大人の事情としてはぐらかすスガであったが、出演にブランクがあった事は気にしていたようで、『saku sakuに出てないとサクサカーからディスられる』と明かし、笑いのネタにしていた。
黒幕に嫌いなものはとの質問に「コブクロ」とフリップで答え黒幕をドン引きさせるが、会社員時代の先輩から豚の臓物を食えと強要された苦い思いでと説明してスタジオを爆笑させた。
2014年春の番組リニューアルにはショックを受け、2014年2月10日に自身のツイッターにて『ああぁ・・・おれのホームグラウンドが・・・悲落』とつぶやいた。リニューアル前の駆け込み出演は果たせなかったものの、ヴィンセント（黒幕）出演最終日となる2014年3月28日にも歴代MCと黒幕のグリーンバック写真とともに『お疲れ様でした。ありがとう。』とつぶやき、長年の労をねぎらった。
スキマスイッチ
デビュー当時から何度も番組に出演しているアーティストデュオ。ブレイクしてからあまり出演しなくなったことを黒幕や同じ事務所の先輩・スガシカオに揶揄され、その後ゲストで登場時にVTRでからかわれた。通算11回出演（2013年7月時点）。
メンバーの大橋卓弥は『売れてからももっと出演させて欲しい』と懇願。2008年2月第2週の放送で、大橋ソロ名義で単独出演を果たした（その後同年6月第4週にも出演）。また常田真太郎の自宅の地デジTVではtvkが映らないためsaku sakuを見られないと嘆いていたが、2009年5月第2週の放送において、川崎市近辺に引っ越したので、視聴が可能になったと嬉しそうに話していた。
常田と黒幕はメル友であるとともに『サッカー好き』という共通点があり、番組内でもサッカー関連の会話で2人は盛り上がりそうになるも、一方の大橋はサッカーに関心が薄いので相方とのテンションの差が浮き彫りになるという現象が起きる。
またサッカー関連では、常田がウイニングイレブンを得意としていることもあって、木村カエラ時代に番組内で対決を2回実施したことがある。結果は何れもスキマスイッチ側の完勝であった。コブクロの黒田もこのゲームを得意としているところがあり、常田は彼らに勝負を持ちかけたことがあることを出演時に語っている。
三原勇希時代においては最初に登場したゲストにあたるため、ヴィンセントより彼等のことを"初めての男"と比喩して囃されている。トミタ栞がMCとなってからも出演しており、あかぎあいを除く全ての歴代MCとの共演を果たしている。
大橋は本番組ではひたすらネガティブで内向的な一面を示し、特にパソコンやインターネットといったデジタルな物は信用できず常に疑いを持っている事が番組でも話題となる。反対にデジタルを得意とする常田（作曲等でコンピュータを多用する）が会話のフォローに回るも大橋が納得しないという構図は登場時からほとんど変わっていない。
常田はMCのトミタ栞のデビューミニアルバムの楽曲「エ・ネ・ト・カ・ネーション」で作詞を担当した。
秦基博
宮崎県生まれ、神奈川県育ちのシンガー。ヴィンセントからは「秦クン（はたくん）」と呼ばれている。2007年9月24日週に初登場し、現在では9回（2013年11月時点）の出演を果たして番組ではお馴染みの存在となっている。tvkの地元、横浜育ちである事から番組では「ハマっ子」として扱われる。淡々とした静かな語り口調が特徴。ゲームやマンガ、日常のふとした疑問など内向的な話題が多いことから『普段はオーラの無い普通の人。他局で歌ってる姿は別人のよう』（ヴィンセント）とも言われる。また、所属事務所オフィスオーガスタの先輩（スガシカオ、スキマスイッチ）達のゲスト出演回数も多く、トーク時に先輩たちの動向が話題になることや、逆に先輩達のゲスト登場時に名指しでダメ出し（「先輩が飲みに誘っても断るな！」等）を受けたりと、事務所の体育会的ノリがネタになる事も多い。本人も『事務所にようやく後輩が入ってきたので喜んでたら、その人は年上だった』とこぼしたことがあり、そのせいか番組でも「末っ子」キャラが定着しつつある。しかしながら番組でも紹介される毎年恒例の屋外ライブイベント「オーガスタ・キャンプ」の模様やスキマスイッチ大橋とのコラボ曲などでも活躍し、出演時のトーク内容からも、実際には事務所アーティストたちとの団結力は高く、関係の良好さがうかがえる。
また、秦の横浜ベイスターズと松井秀喜への強烈な思い入れは出演時によく取り上げられる話題である。
パペットマペット
うしくんとかえるくんのコンビのお笑い芸人。番組内では『パペマペちゃん』と呼ばれている。アーティストがゲストとして出演することの多い本番組においては珍しく、過去通算7回ゲスト出演を果たしている（2008年8月第4週時点）。
2006年6月最終週にゲスト出演した際には『パペットマペットに奉げるうた』が作られた。この時の放送では、通常のゲストコーナーと別のブロックに分けて本人を前に披露された。
彼が出演する時は偶然にも通常の番組の構成と異なる稀なパターンが多い。具体例として、番組の初期（2002年11月第3週、最終週）では2週続けてゲストとして出演したことや、ヴィンセントによる、司会であるにもかかわらず極力話をしないいわゆる"トークのストライキ"中に出演が重なっていたり（2008年8月第4週の出演において）と、イレギュラーなことが起こっている。
saku sakuの黒幕は、自分（=パペマペ）のように存在を隠そうとしないので、その姿を見て自らのコンセプトに関して悩むようになったと発言した。
アンジェラ・アキ
徳島生まれの女性シンガーソングライター（小学校卒業までを徳島県で、中学卒業までを岡山県、高校大学の間は米国に在住していた）。初登場は2005年11月第3週で、通算11回出演（2014年3月時点）。番組内では『アンジェラ姐さん』と呼ばれることが多い。
歌のイメージと異なり必要以上に良く喋る、大の話し好き。取るに足らない話や自分の知っていることを、やたら引き伸ばして語り尽くす傾向がある。そのためヴィンセントより、（ネタとして）ライヴの際にカゲアナで『アンジェラ・アキは必要以上によく喋りますのでご注意下さい』とか言ってもらえばいいとコメントされている（2008年9月22日の放送より）。
かなりの酒好きで、時々話し方がスナックのノリに近いことから、『屋根の上のチーママ』とも称されている（2010年4月第3週のゲスト紹介の字幕より）。自身では、ルーズでだらしない面があると思っており、取り分けアルコール絡みで顕著に出ていることを認めている。
このように、ヴィンセント（=黒幕）と共通するところが多いことから（アルコール絡みによる失敗、長々と喋る等）二人で"ダメ人間同盟"を結成している。また自らを『ダメ人間の星』と自称している。
番組内のニックネームとして"〜姐さん"の他にも『アッキーナ』、『アンジェリーナ』と囃されたことがある。またキャッチコピー的なものに、ヴィンセントより『徳島が生んだ酔っ払い』、『二日酔い渦潮SP』、中村優より『アルコール・フェアリー（妖精）』なるフレーズがつけられたことがある（2009年2月第3週の放送分より）。
ゲスト出演以外にも話題に登ることが多く、本人もビデオレターを寄せるなど番組には馴染み深い存在となっている。
いきものがかり
海老名市・厚木市の神奈川県央地域出身の男女3人組のグループ。2006年4月最終週に初登場して以来、通算16回のゲスト出演を数える（2013年7月時点）。
レギュラー同然と言われるほど、高い頻度で登場するゲストである。中村優時代ではDEPAPEPEに並ぶ最多出演を数える（計7回）。また三原勇希時代においても現在最多出演である（計8回）。
神奈川県出身ということで、地元に関する話題が多い。相模川や相模大橋、小田急沿線など諸々のローカルな話題が挙がり、ヴィンセント曰く"リアル神奈川"な地域ネタが展開される。リーダー水野は『こういう話題ができるのはsaku sakuだけ』と嬉しそうにコメントしている。
ボーカル吉岡は、3代目MCの中村と2人まとめてヴィンセントから『台無シスターズ』と命名され、視聴者からの投稿イラストで題材として描かれることも多かった。水野は『2人が台無シスターズとしてCDデビューする機会が訪れるのであれば山下と2人で楽曲提供したい』旨のコメントもしている。番組出演後に吉岡と中村はメル友となり、中村宅に吉岡が遊びに行き宿泊するなど良好な関係を築くに至った。
トークにおいては、（中村優時代においては）MCと吉岡とセットで弄られることが多く、他の2人は突っ込みあるいはフォロアーに徹することが多いのが特徴だが、最近の出演では、水野の偽善者ぶりに（黒幕から）突っ込みが入ることもあり、当人の名前に引っ掛けて"悪樹（あしき）"とからかう事もある。
番組外でも交流の多いゲストである。王様のブランチのコーナーでいきものがかりが紹介された際、saku saku以後の交流もあってかインタビュアーを務めたのは中村であった。またTOKYO FM"ASAHI SUPERDRY MUSIC FLAG"にていきものがかりが特集された際のナビゲーターも中村が務めた。その他彼らのレギュラー番組である"いきものがかりの歌ものばかり"（TOKYO FM系列27局ネット）に中村と黒幕の2人が番組初のゲストとして招かれ出演した（2009年2月）。
2008年3月27日の放送分において、2007年度ゲスト・オブ・ザ・イヤーに選ばれたことが発表された（第2位はRAGFAIR、第3位にスガシカオ、次いでチャットモンチー、平原綾香）。
米子はインディーズの頃から音楽缶で彼らの取材を行っており、彼らにとって恩人のような存在でもある（オンエアされている限りでは、米子とトークで絡んでいるシーンは未だ放送されてはいない。ただし、初登場の際に、『（初めてなのに）見たことある人たちばかりですね』と吉岡が答えた）。
2010年11月に発売された彼らのベストアルバム"いきものばかり〜メンバーズBESTセレクション〜"の初回限定版付録DVDに収録された『イキイキTV』はsaku sakuのパロディーでもある。同月に彼らが出演した際にはメンバーが"謝罪"し、ヴィンセントが『いいんですよ、お金さえ払ってくれれば』と返すというシーンもあった。
2011年11月の出演では、半年ほどの充電期間やその後のライブの日程も重なり約1年ぶりの出演となったが、あまりにも出演期間が空いたことから、水野よりファンの人たちから「ケンカでもしたのか？」「このままだと（miwa他に出演回数が）抜かれるぞ。神奈川県人としてどうなんだ？」とよく言われていたことをコメントした。
平原綾香
東京都世田谷区出身のシンガー。家族揃ってのサクサカーとのことで、番組には通算10回の出演を数える（2012年3月時点）。番組内では、初登場の時は『綾香ぽん』、2回目以降『平やん』、以後は『平っち』と呼ばれることが多い。
そのおっとり、かつ上品そうな外見とは裏腹に、番組では凄まじいばかりの天然ぶりを発揮し、初登場の際にMCを務めていた木村をして"逸材"と言わしめた。その後出演を重ねる毎に、黒幕に対して毒舌交じりの突っ込みで応戦するなどボケ・突っ込みの両刀使いでもある。黒幕曰く、平原の実像は『OA以外のところでは"ヨゴレ"』とのことで、かなり壊れたトーク振りを発揮するとのこと（2008年5月5日4ブロック目の放送において）。
米子とはsaku sakuで遭遇する以前から顔見知りで、他のゲストのときよりも米子がトークの話題に絡むことが多い。ヴィンセントはその2人の関係を、焼そばパンを買いに行かせるスケ番（平原）とそのパシリ（米子）という主従関係になぞらえてネタにしていた。後日平原がゲスト出演した時にはそのネタ通り、米子が近くのコンビニに焼きそばパンを買いに行き、放送中に平原に渡す一幕があった（ただしその時は店頭に焼そばパンが無かったため、代わりにコロッケパンが上納された）。
負けず嫌いの一面があり、平原がスペースシャトルの打ち上げに招待された事を話題にした際、肝心の現地に行った証拠物件を平原が持参しなかったためヴィンセントに半信半疑の反応をされたことから（2008年5月9日放送）、後日ビデオレターでわざわざその時の模様を収めたVTRを紹介したり（2008年7月14日4ブロック目で放送）、ノートPCを持ち歩いていることを信じてもらえなかったことを受け、収録中に一旦退室してまで自分のPCを持ってこようとしたこともあった（2008年12月10日放送にて）。
NHKに出演する際はsaku sakuと異なり真面目ぶっていることから、長い間saku sakuに出演していないとファンから『またsaku sakuに出て欲しい』と言われるとのこと（2009年9月4日の放送にて）。
チャットモンチー
徳島県出身の女性3ピースバンド。番組には通算6回の出演を数える（2011年3月時点）。黒幕からは『チャッチー』と略されたことがある。加えてメンバーに対しては、ボーカルの橋本を『ハシエリ(ちゃん)』、高橋は『高橋先輩』・『お母さん』等と、福岡は通称の『あっこびん』でそのまま呼ぶことが多い。
出演時のトークでは、人見知りでスローペースな橋本が黒幕にいじられることが圧倒的に多い。また、（黒幕から見ると）奇抜に見えるファッションに突っ込むことも多々ある。
橋本が番組同様のゆるい雰囲気を醸し出していることから視聴者からの高い支持を受け、以前募集された2007年度ゲスト・オブ・ザ・イヤーでも多くの支持を集めている。
3代目MCの中村優とは同じ事務所所属であり、公私共に交友関係がある模様。王様のブランチ内のコーナーでも共演歴があり、これらの縁もあってプライベートで鎌倉・江の島に出かけたことを各自のブログで公開している。中村はライブにも足を運び、雑誌等の取材の際など"よく聞く音楽は?"との問いに"チャットモンチー"と回答する。
ゲスト以外でもビデオレターで過去4回登場し、何れもかなりの脱力系で、メンバー全員揃ってグダグダなコメントに終始する等、毎回何かしら変わった内容のものが送られてくる。初期の頃では橋本が『それでは皆様お時間です』と締めるのが傾向であった。
その毎度シュールな内容のVTRに対し、ヴィンセントからは『教則ビデオみたい』、『MP（マジックポイント）が減少する』、『何であんなに（3人が）ギュウギュウ詰めの状態で撮影しているんだ…』などの感想を引き出している。3回目のビデオレター登場時では『ミュージックフェア』のセット（と推測される）をバックを従えて登場し、浪人生Neoは『近くに（司会の）恵俊彰さんや鈴木杏樹さんもいたんでしょうね』との感想を漏らした。また4回目のビデオレターでは、3人が『（アメリカ）西海岸からお送りしています』というネタ振りに対し、かなり繰り返し連呼していたことから、カンカンから『嘘臭いのがバレバレじゃないですかっ』と狙いどおりに突っ込まれた。
ドラムの高橋が脱退した後は橋本と福岡の2名で出演したが、高橋の話題も取り上げる等、デビュー当初から出演している番組ならではのトークを展開した。
miwa
神奈川県出身、東京育ちのシンガーソングライター。2010年3月8日週に初登場。MC三原勇希と同い年で共通の友人『マホコ』を通じてプライベートでも親交がある。
ニックネームの話題になった際、本人が80年代風に『チャンミワ』と呼ばれたことがあるという話を受け、以来番組内ではこの呼称で定着している。
ヴィンセントによれば『sakusakuに出演した中で一番小さい（身長148センチ）』とのこと（ちなみに他にも同じ身長でたむらぱんが該当する）。
番組史上最もといって差し支えないぐらい、非常に陽気でマイペースな人物であるため、ヴィンセントからかなり辛口なツッコミを受け易く、その度に『ひどーい』と返すのが番組内での口癖と化している。
話すときの声が大きいのも特徴で、取り分け笑い声は大きいらしく、『控え室から大きな笑い声が聞こえてきた』(ヴィンセント)などのエピソードが紹介されたことがあり、このことからも非常に陽気で奔放な人柄がうかがえる。
本人のブログにグリーンバックのスタジオ収録写真を載せるなど、本人も番組を楽しんでいる様子。友人マホコに対する視聴者の反響が大きく、番組で度々話題に取り上げられるので、何故その後自分の話題に展開しないのかと訴えたこともある。3回目の登場（2010年11月22日週）ではついに三原、マホコとの3ショット写真を公開した。
一般コーナーのトークにて『アンジェラ・アキのコンサートで黒幕、三原がmiwaと偶然会い、帰りに一緒に食事に行ったがmiwaが人の話を聞かないで勝手に喋りまくるので黒幕が説教した』というエピソードをヴィンセントが披露したところ、『miwaちゃんをいじめるな』という抗議が視聴者から寄せられたとのこと。
先のことを、4回目の登場時（2011年3月28日週）に本人に伝えられたがそこでもマイペースにしゃべりまくりヴィンセントから再びツッコミを受けた。『ひどーいとかよく言うから、俺が悪者みたい』（ヴィンセント）と後日のトークでも語られた。
このようにゲスト登場時以外にも度々話題に上ることがあり、またサクサカーからの人気も、最近の出演ゲストの中ではダントツに高いことから、ヴィンセントより”屋根の上の影のアイドル”とのキャッチコピーをつけられている（2010年11月22日の放送において）。
miwaのパワフルかつマイペースなトークはヴィンセントより『トークのひき逃げ』と命名され、番組内で定着している。
5回目の登場時（2011年9月第3週）では最新の公式プロフィールに合わせ、紹介テロップの身長が149cmとなった。
三原の番組MC卒業発表後、miwaがビデオレターにてお別れの挨拶を番組へ寄せたが三原たっての希望により三原在任中のゲスト出演（6回目）が実現した。最終日にはマホコが屋根の上に登場し、卒業を控える三原に花束を贈呈した（マホコ本人は一般人のため、顔を隠して出演した）。
MCが三原からトミタへ変わり、miwa自身もデビュー当初の出演の頃からは落ち着いてきたと語り、トーク暴走キャラは封印され、代わりにトミタが身長151.7cmとあまり差がなく、トミタと共に身長が小さいネタでヴィンセントにいじられ続けた。トミタが歌手デビューしギターの練習も始めると、屋根の上ではギターネタでついつい先輩風を吹かせてしまうこともあった。
たむらぱん
岐阜県出身の女性シンガー。番組では"たむらぱん"は田村歩美のソロプロジェクトと紹介される。2008年8月4日週に初登場し、独特ながらテンポの良いトークを繰り広げる。以降コンスタントにゲスト出演を重ね、2回のエンディングテーマ起用を経て（2009年5月"ジェットコースター"、2010年2月"バンブー"）、2010年4月より番組初となるボーカル入りオープニング曲"ズンダ"を担当（作詞・作曲・歌）することとなった。"ズンダ"は2010年10月エンディングテーマにも使用された。2011年12月エンディングテーマには"白い息"が使用された。2012年4月から番組オープニング曲が"ヘニョリータ"となり、1年ぶり2度目の起用となった。
同じ岐阜県出身として番組レギュラーにはガヤ芸人のギフト☆矢野(2010年4月登場)と5代目MCのトミタ栞(2012年4月登場)がいるが、番組にゆかりの深い岐阜出身者としては、たむらぱんが最も早い登場である。
6回目の出演（2010年12月6日週）ではアーティスト紹介テロップに『準レギュラーですか?』と書かれるほど番組にも馴染み深い存在となっている。
5回目出演時に実際の経験が無いのにハンバーグが作れると豪語し、6回目出演時にはゲストコーナーとしては異例の料理対決を三原勇希と繰り広げる事になったが、持参したハンバーグは自作ではなくファストフードチェーンのハンバーガーのパティを抜いた物と判明しヴィンセントらを驚かせた。7回目出演時には先の"偽ハンバーグ事件"やビデオクリップの髪を自ら"ヅラ"であるとバラすなどのエピソードから、三原より『フェイク系女子』と呼ばれた。本人いわく、あえて言うなら、自分は『気まぐれ系女子』であるとのことである。ヴィンセントたちはこれに妙に納得していた。
MCのトミタ栞のデビューミニアルバムでは「ハレの日の結末」の作詞を担当した。

## ゲスト一覧
番組当初からのゲスト一覧を以下に示す。

### 過去分 (放送開始から前年まで)
| 2001年     | 2001年                                            | 2001年   |
| 登場週     | ゲスト                                            | 登場回数 |
| ---------- | ------------------------------------------------- | -------- |
| 4月2日週   | 田口理恵                                          | 1        |
| 5月28日週  | CORE OF SOUL                                      | 1        |
| 6月4日週   | CHARCOAL FILTER                                   | 1        |
| 7月2日週   | コタニキンヤ                                      | 1        |
| 7月16日週  | サカノウエヨースケ                                | 1        |
| 7月30日週  | ルージュカーニバルvol.2 with アイント(あかぎ軍団) | 1        |
| 8月27日週  | Crystal Kay                                       | 1        |
| 9月3日週   | CORE OF SOUL                                      | 2        |
| 11月5日週  | 周防玲子                                          | 1        |
| 11月26日週 | イクシード([iksi:d])                              | 1        |
| 12月10日週 | 松尾宗仁                                          | 1        |
| 12月17日週 | RUN&GUN                                           | 1        |

| 2002年     | 2002年                                   | 2002年   |
| 登場週     | ゲスト                                   | 登場回数 |
| ---------- | ---------------------------------------- | -------- |
| 1月14日週  | 田口理恵                                 | 2        |
| 1月21日週  | ふれあい                                 | 1        |
| 2月11日週  | LITTLE（KICK THE CAN CREW）              | 1        |
| 3月4日週   | コブクロ                                 | 1        |
| 3月11日週  | THE★SCANTY                               | 1        |
| 4月4日週   | Plum Planets                             | 1        |
| 5月13日週  | サカノウエヨースケ                       | 2        |
| 7月1日週   | D-st.（ディースト） Team Breathe         | 1        |
| 7月15日週  | RUN&GUN                                  | 2        |
| 7月22日週  | 林真唯                                   | 1        |
| 9月9日週   | Bon-Bon Blanco                           | 1        |
| 9月30日週  | Psycho le Cému                           | 1        |
| 10月14日週 | サカノウエヨースケ                       | 3        |
| 10月28日週 | Crystal Kay                              | 2        |
| 11月4日週  | ホリー・ヴァランス                       | 1        |
| 11月18日週 | パペットマペット                         | 1        |
| 11月25日週 | パペットマペット、あばれヌンチャク、号泣 | 2,1,1    |
| 12月2日週  | Bon-Bon Blanco                           | 2        |
| 12月16日週 | D-st.（ディースト） Team Aqua            | 1        |

| 2003年     | 2003年                      | 2003年   |
| 登場週     | ゲスト                      | 登場回数 |
| ---------- | --------------------------- | -------- |
| 1月13日週  | 一青窈                      | 1        |
| 1月27日週  | LITTLE（KICK THE CAN CREW） | 2        |
| 2月3日週   | Psycho le Cému              | 2        |
| 2月17日週  | RUN&GUN                     | 3        |
| 2月24日週  | Plum Planets                | 2        |
| 3月17日週  | 一青窈                      | 2        |
| 4月28日週  | Sound Schedule              | 1        |
| 5月5日週   | Psycho le Cému              | 3        |
| 5月19日週  | はなわ                      | 1        |
| 6月2日週   | CHARCOAL FILTER             | 2        |
| 6月9日週   | HUNTER（麻波25）            | 1        |
| 6月16日週  | Bon-Bon Blanco              | 3        |
| 6月30日週  | Crystal Kay                 | 3        |
| 7月7日週   | RUN&GUN                     | 4        |
| 7月21日週  | 林原めぐみ                  | 1        |
| 9月15日週  | Psycho le Cému              | 4        |
| 9月29日週  | 林原めぐみ                  | 2        |
| 10月6日週  | コブクロ                    | 2        |
| 10月20日週 | CORE OF SOUL                | 3        |
| 11月10日週 | 一青窈                      | 3        |
| 11月24日週 | Crystal Kay                 | 4        |
| 12月1日週  | ASIAN KUNG-FU GENERATION    | 1        |
| 12月15日週 | 鈴木早智子                  | 1        |

| 2004年     | 2004年                      | 2004年   |
| 登場週     | ゲスト                      | 登場回数 |
| ---------- | --------------------------- | -------- |
| 1月19日週  | Bon-Bon Blanco              | 4        |
| 2月16日週  | Psycho le Cému              | 5        |
| 2月23日週  | 一青窈                      | 4        |
| 3月1日週   | KUMACHI                     | 1        |
| 4月12日週  | 野中美里（TVKアナウンサー） | 1        |
| 4月19日週  | DAIGO☆STARDUST              | 1        |
| 4月26日週  | Waive                       | 1        |
| 5月10日週  | コブクロ                    | 3        |
| 5月24日週  | Psycho le Cému              | 6        |
| 6月21日週  | パペットマペット            | 3        |
| 6月28日週  | Crystal Kay                 | 5        |
| 7月5日週   | 一十三十一                  | 1        |
| 7月12日週  | THE イナズマ戦隊            | 1        |
| 7月19日週  | LITTLE                      | 1        |
| 7月26日週  | CHARCOAL FILTER             | 3        |
| 8月2日週   | DEPAPEPE                    | 1        |
| 8月9日週   | オーノキヨフミ              | 1        |
| 8月16日週  | 浜崎貴司 & MCU              | 1        |
| 8月30日週  | aiko                        | 1        |
| 10月18日週 | コブクロ                    | 4        |
| 11月1日週  | KREVA                       | 1        |
| 11月8日週  | Psycho le Cému              | 7        |
| 11月15日週 | スキマスイッチ              | 1        |
| 11月29日週 | 一青窈                      | 5        |
| 12月13日週 | 一十三十一                  | 2        |

| 2005年     | 2005年            | 2005年   |
| 登場週     | ゲスト            | 登場回数 |
| ---------- | ----------------- | -------- |
| 1月31日週  | 佐伯貴弘          | 1        |
| 2月21日週  | D-51              | 1        |
| 2月8日週   | Crystal Kay       | 6        |
| 3月7日週   | Sound Schedule    | 2        |
| 3月14日週  | Bon-Bon Blanco    | 5        |
| 3月21日週  | CIMA              | 1        |
| 4月11日週  | スキマスイッチ    | 2        |
| 4月18日週  | 一青窈            | 6        |
| 4月25日週  | 鈴木雅之          | 1        |
| 5月9日週   | コブクロ          | 5        |
| 5月16日週  | DEPAPEPE          | 2        |
| 5月23日週  | LITTLE            | 2        |
| 5月30日週  | 平原綾香          | 1        |
| 6月13日週  | 山本シュウ        | 1        |
| 6月27日週  | ユンナ            | 1        |
| 7月11日週  | DEPAPEPE          | 3        |
| 7月18日週  | スキマスイッチ    | 3        |
| 8月1日週   | パペットマペット  | 4        |
| 8月8日週   | 湘南探偵団        | 1        |
| 8月22日週  | オーノキヨフミ    | 2        |
| 9月5日週   | ケイタク          | 1        |
| 9月26日週  | ユンナ            | 2        |
| 10月10日週 | Crystal Kay       | 7        |
| 10月24日週 | 奥田民生          | 1        |
| 11月7日週  | Skoop On Somebody | 1        |
| 11月14日週 | アンジェラ・アキ  | 1        |
| 11月21日週 | コブクロ          | 6        |
| 11月28日週 | aiko              | 2        |
| 12月5日週  | DEPAPEPE          | 4        |
| 12月12日週 | 湘南探偵団        | 2        |
| 12月19日週 | キンモクセイ      | 1        |

| 2006年     | 2006年                          | 2006年   |
| 登場週     | ゲスト                          | 登場回数 |
| ---------- | ------------------------------- | -------- |
| 1月30日週  | KREVA                           | 2        |
| 2月20日週  | 湘南探偵団                      | 3        |
| 2月27日週  | Crystal Kay                     | 8        |
| 3月6日週   | チャットモンチー                | 1        |
| 3月13日週  | ASIAN KUNG-FU GENERATION        | 2        |
| 3月20日週  | ENDLICHERI☆ENDLICHERI（堂本剛） | 1        |
| 4月17日週  | DEPAPEPE                        | 5        |
| 4月24日週  | いきものがかり                  | 1        |
| 5月8日週   | 藍坊主                          | 1        |
| 5月22日週  | yumi                            | 1        |
| 5月29日週  | 一十三十一                      | 3        |
| 6月5日週   | 南かなこ                        | 1        |
| 6月12日週  | ユンナ                          | 3        |
| 6月19日週  | 松田亮治                        | 1        |
| 6月26日週  | パペットマペット                | 5        |
| 7月3日週   | 木村カエラ                      | 1        |
| 7月10日週  | D-51                            | 2        |
| 7月17日週  | チャットモンチー                | 2        |
| 7月24日週  | Rie fu                          | 1        |
| 8月21日週  | シュノーケル                    | 1        |
| 8月28日週  | ケイタク                        | 2        |
| 9月4日週   | スガシカオ                      | 1        |
| 9月11日週  | SEAMO                           | 1        |
| 9月18日週  | BEAT CRUSADERS                  | 1        |
| 9月25日週  | GO!GO!7188                      | 1        |
| 10月2日週  | DEPAPEPE                        | 6        |
| 10月9日週  | Yum!Yum!ORANGE                  | 1        |
| 10月16日週 | いきものがかり                  | 2        |
| 10月23日週 | キンモクセイ                    | 2        |
| 10月30日週 | 風味堂                          | 1        |
| 11月6日週  | キリンジ                        | 1        |
| 11月13日週 | CHEMISTRY                       | 1        |
| 11月20日週 | 南かなこ                        | 2        |
| 11月27日週 | bonobos                         | 1        |
| 12月4日週  | スキマスイッチ                  | 4        |
| 12月11日週 | 平原綾香                        | 2        |
| 12月18日週 | 一青窈                          | 7        |

| 2007年     | 2007年             | 2007年   |
| 登場週     | ゲスト             | 登場回数 |
| ---------- | ------------------ | -------- |
| 1月8日週   | BY PHAR THE DOPEST | 1        |
| 1月15日週  | 押尾コータロー     | 1        |
| 1月22日週  | 一十三十一         | 4        |
| 1月29日週  | スガシカオ         | 2        |
| 2月5日週   | 木村カエラ         | 2        |
| 2月12日週  | ケイタク           | 3        |
| 2月19日週  | DEPAPEPE           | 7        |
| 2月26日週  | POLYSICS           | 1        |
| 3月5日週   | いきものがかり     | 3        |
| 3月12日週  | アンジェラ・アキ   | 2        |
| 4月23日週  | DEPAPEPE           | 8        |
| 5月28日週  | 中山うり           | 1        |
| 6月4日週   | タカチャ           | 1        |
| 6月18日週  | スガシカオ         | 3        |
| 6月25日週  | Crystal Kay        | 9        |
| 7月9日週   | 中孝介             | 1        |
| 7月16日週  | スキマスイッチ     | 5        |
| 7月23日週  | LITTLE             | 3        |
| 8月6日週   | いきものがかり     | 4        |
| 8月20日週  | パペットマペット   | 6        |
| 8月27日週  | D-51               | 3        |
| 9月3日週   | ステファニー       | 1        |
| 9月10日週  | 風味堂             | 2        |
| 9月17日週  | アンジェラ・アキ   | 3        |
| 9月24日週  | 秦基博             | 1        |
| 10月8日週  | シュノーケル       | 2        |
| 10月15日週 | 木村カエラ         | 3        |
| 10月22日週 | キンモクセイ       | 3        |
| 10月29日週 | チャットモンチー   | 3        |
| 11月19日週 | DEPAPEPE           | 9        |
| 11月26日週 | 平原綾香           | 3        |
| 12月3日週  | 一青窈             | 8        |
| 12月10日週 | FUNKY MONKEY BABYS | 1        |
| 12月17日週 | 依布サラサ         | 1        |

| 2008年     | 2008年                   | 2008年   |
| 登場週     | ゲスト                   | 登場回数 |
| ---------- | ------------------------ | -------- |
| 1月21日週  | RAG FAIR                 | 1        |
| 1月28日週  | CHEMISTRY                | 2        |
| 2月4日週   | いきものがかり           | 5        |
| 2月11日週  | 大橋卓弥                 | 1        |
| 2月18日週  | ASIAN KUNG-FU GENERATION | 3        |
| 2月25日週  | 一青窈                   | 9        |
| 3月3日週   | ステファニー             | 2        |
| 3月10日週  | RYTHEM                   | 1        |
| 3月17日週  | 木村カエラ               | 4        |
| 3月24日週  | キリンジ                 | 2        |
| 3月31日週  | DEPAPEPE                 | 10       |
| 4月7日週   | 中孝介                   | 2        |
| 4月14日週  | Perfume                  | 1        |
| 4月21日週  | 秦基博                   | 2        |
| 4月28日週  | POLYSICS                 | 2        |
| 5月5日週   | 平原綾香                 | 4        |
| 5月12日週  | LITTLE                   | 4        |
| 5月19日週  | スガシカオ               | 4        |
| 5月26日週  | Yellow Cherry            | 1        |
| 6月2日週   | 白石みき                 | 1        |
| 6月9日週   | BEAT CRUSADERS           | 2        |
| 6月16日週  | Yum!Yum!ORANGE           | 2        |
| 6月23日週  | 大橋卓弥                 | 2        |
| 6月30日週  | チャットモンチー         | 4        |
| 7月7日週   | いきものがかり           | 6        |
| 7月14日週  | キマグレン               | 1        |
| 7月21日週  | FUNKY MONKEY BABYS       | 2        |
| 7月28日週  | Crystal Kay              | 10       |
| 8月4日週   | たむらぱん               | 1        |
| 8月11日週  | ステファニー             | 3        |
| 8月18日週  | 西野カナ                 | 1        |
| 8月25日週  | パペットマペット         | 7        |
| 9月8日週   | 坂詰美紗子               | 1        |
| 9月15日週  | スガシカオ               | 5        |
| 9月22日週  | アンジェラ・アキ         | 4        |
| 9月29日週  | つじあやの               | 1        |
| 10月6日週  | 中孝介                   | 3        |
| 10月13日週 | Skoop On Somebody        | 2        |
| 10月20日週 | RYTHEM                   | 2        |
| 10月27日週 | 秦基博                   | 3        |
| 11月3日週  | たむらぱん               | 2        |
| 11月10日週 | mimika                   | 1        |
| 11月17日週 | DEPAPEPE                 | 11       |
| 11月24日週 | SEAMO                    | 2        |
| 12月1日週  | スコット・マーフィー     | 1        |
| 12月8日週  | 平原綾香                 | 5        |
| 12月22日週 | いきものがかり           | 7        |

| 2009年     | 2009年             | 2009年   |
| 登場週     | ゲスト             | 登場回数 |
| ---------- | ------------------ | -------- |
| 2月16日週  | アンジェラ・アキ   | 5        |
| 2月23日週  | FUNKY MONKEY BABYS | 3        |
| 3月2日週   | チャットモンチー   | 5        |
| 3月9日週   | 風味堂             | 3        |
| 5月11日週  | スキマスイッチ     | 6        |
| 5月18日週  | 中村優             | 1        |
| 5月25日週  | DEPAPEPE           | 12       |
| 6月1日週   | たむらぱん         | 3        |
| 6月15日週  | 木村カエラ         | 5        |
| 6月22日週  | Aura               | 1        |
| 7月6日週   | スガシカオ         | 6        |
| 7月13日週  | いきものがかり     | 8        |
| 8月3日週   | RYTHEM             | 3        |
| 8月10日週  | コブクロ           | 7        |
| 8月17日週  | 秦基博             | 4        |
| 8月31日週  | 平原綾香           | 6        |
| 9月7日週   | 中孝介             | 4        |
| 9月14日週  | いきものがかり     | 9        |
| 9月21日週  | つじあやの         | 2        |
| 9月28日週  | FUNKY MONKEY BABYS | 4        |
| 10月5日週  | MiChi              | 1        |
| 10月12日週 | アンジェラ・アキ   | 6        |
| 10月26日週 | Skoop On Somebody  | 3        |
| 11月2日週  | スキマスイッチ     | 7        |
| 11月9日週  | いきものがかり     | 10       |
| 11月16日週 | ユンナ             | 4        |
| 11月23日週 | SUPER BEAVER       | 1        |
| 11月30日週 | まきちゃんぐ       | 1        |
| 12月7日週  | DEPAPEPE           | 13       |
| 12月14日週 | 依布サラサ         | 2        |

| 2010年     | 2010年           | 2010年   |
| 登場週     | ゲスト           | 登場回数 |
| ---------- | ---------------- | -------- |
| 1月18日週  | 秦基博           | 5        |
| 1月25日週  | 木村カエラ       | 6        |
| 2月1日週   | FLiP             | 1        |
| 2月8日週   | たむらぱん       | 4        |
| 2月15日週  | 藍坊主           | 2        |
| 3月1日週   | 一青窈           | 10       |
| 3月8日週   | miwa             | 1        |
| 3月15日週  | いきものがかり   | 11       |
| 3月22日週  | タニザワトモフミ | 1        |
| 4月12日週  | アンジェラ・アキ | 7        |
| 4月19日週  | 中孝介           | 5        |
| 4月26日週  | monobright       | 1        |
| 5月3日週   | 植村花菜         | 1        |
| 5月10日週  | スガシカオ       | 7        |
| 5月24日週  | HIMEKA           | 1        |
| 5月31日週  | 平原綾香         | 7        |
| 6月7日週   | 松下優也         | 1        |
| 6月14日週  | Crystal Kay      | 11       |
| 6月21日週  | miwa             | 2        |
| 6月28日週  | 星野源           | 1        |
| 7月12日週  | スキマスイッチ   | 8        |
| 7月19日週  | Prague（プラハ） | 1        |
| 7月26日週  | いきものがかり   | 12       |
| 8月9日週   | DEPAPEPE         | 14       |
| 8月23日週  | 松下優也         | 2        |
| 8月30日週  | キリンジ         | 3        |
| 9月6日週   | アンジェラ・アキ | 8        |
| 9月13日週  | Sunya            | 1        |
| 9月20日週  | ユンナ           | 5        |
| 9月27日週  | つじあやの       | 3        |
| 10月4日週  | 秦基博           | 6        |
| 10月11日週 | たむらぱん       | 5        |
| 10月18日週 | monobright       | 2        |
| 10月25日週 | SPECIAL OTHERS   | 1        |
| 11月8日週  | いきものがかり   | 13       |
| 11月15日週 | Crystal Kay      | 12       |
| 11月22日週 | miwa             | 3        |
| 12月6日週  | たむらぱん       | 6        |
| 12月13日週 | Dew              | 1        |
| 12月20日週 | RYTHEM           | 4        |

| 2011年     | 2011年                     | 2011年   |
| 登場週     | ゲスト                     | 登場回数 |
| ---------- | -------------------------- | -------- |
| 1月24日週  | まきちゃんぐ               | 2        |
| 1月31日週  | D.W.ニコルズ               | 1        |
| 2月7日週   | ももちひろこ               | 1        |
| 2月14日週  | スガシカオ                 | 8        |
| 2月21日週  | FLiP                       | 2        |
| 2月28日週  | 平原綾香                   | 8        |
| 3月7日週   | ねごと                     | 1        |
| 3月14日週  | 星野源                     | 2        |
| 3月21日週  | チャットモンチー           | 6        |
| 3月28日週  | miwa                       | 4        |
| 4月4日週   | お中元（中孝介、元ちとせ） | 1        |
| 4月18日週  | ナオト・インティライミ     | 1        |
| 4月25日週  | 藍坊主                     | 3        |
| 5月2日週   | 松下優也                   | 3        |
| 5月9日週   | MONOBRIGHT                 | 3        |
| 5月16日週  | DEPAPEPE                   | 15       |
| 5月23日週  | FLiP                       | 3        |
| 5月30日週  | 伊藤美裕                   | 1        |
| 6月6日週   | オズ                       | 1        |
| 6月13日週  | 秦基博                     | 7        |
| 6月20日週  | Rihwa                      | 1        |
| 6月27日週  | たむらぱん                 | 7        |
| 7月4日週   | 牧野由依                   | 1        |
| 7月11日週  | NIKIIE                     | 1        |
| 7月18日週  | Kylee                      | 1        |
| 7月25日週  | 南波志帆                   | 1        |
| 8月1日週   | カサリンチュ               | 1        |
| 8月15日週  | きゃりーぱみゅぱみゅ       | 1        |
| 8月22日週  | キマグレン                 | 2        |
| 8月29日週  | SEKAI NO OWARI             | 1        |
| 9月5日週   | 藤澤ノリマサ               | 1        |
| 9月12日週  | 城南海                     | 1        |
| 9月19日週  | miwa                       | 5        |
| 9月26日週  | アンジェラ・アキ           | 9        |
| 10月3日週  | fumika                     | 1        |
| 10月10日週 | 木村カエラ                 | 7        |
| 10月17日週 | スキマスイッチ             | 9        |
| 10月24日週 | 中孝介                     | 6        |
| 10月31日週 | 平原綾香                   | 9        |
| 11月14日週 | JAY'ED                     | 1        |
| 11月21日週 | いきものがかり             | 14       |
| 11月28日週 | FLiP                       | 4        |
| 12月5日週  | NICO Touches the Walls     | 1        |
| 12月12日週 | まきちゃんぐ               | 3        |
| 12月19日週 | FUNKY MONKEY BABYS         | 5        |

| 2012年     | 2012年             | 2012年   |
| 登場週     | ゲスト             | 登場回数 |
| ---------- | ------------------ | -------- |
| 1月9日週   | Rihwa              | 2        |
| 1月16日週  | たむらぱん         | 8        |
| 1月23日週  | Galileo Galilei    | 1        |
| 1月30日週  | Neat's             | 1        |
| 2月6日週   | チャットモンチー   | 7        |
| 2月13日週  | 星野源             | 3        |
| 2月20日週  | 松下優也           | 4        |
| 2月27日週  | いきものがかり     | 15       |
| 3月5日週   | 平原綾香           | 10       |
| 3月12日週  | miwa               | 6        |
| 3月19日週  | 南波志帆           | 2        |
| 4月23日週  | タニザワトモフミ   | 2        |
| 4月30日週  | 藍坊主             | 4        |
| 5月7日週   | Skoop On Somebody  | 4        |
| 5月14日週  | たむらぱん         | 9        |
| 5月21日週  | FLiP               | 5        |
| 6月4日週   | SEKAI NO OWARI     | 2        |
| 6月11日週  | まきちゃんぐ       | 4        |
| 6月18日週  | キマグレン         | 3        |
| 6月25日週  | 一青窈             | 11       |
| 7月2日週   | bómi               | 1        |
| 7月9日週   | Rihwa              | 3        |
| 7月16日週  | アンジェラ・アキ   | 10       |
| 7月23日週  | 南波志帆           | 3        |
| 7月30日週  | back number        | 1        |
| 8月6日週   | スキマスイッチ     | 10       |
| 8月13日週  | miwa               | 7        |
| 8月20日週  | Rake               | 1        |
| 8月27日週  | 7!!                | 1        |
| 9月3日週   | 藤澤ノリマサ       | 2        |
| 9月10日週  | カサリンチュ       | 2        |
| 9月17日週  | ティーナ・カリーナ | 1        |
| 9月24日週  | AISHA              | 1        |
| 10月1日週  | DEPAPEPE           | 16       |
| 10月8日週  | 近藤晃央           | 1        |
| 10月15日週 | 吉田山田           | 1        |
| 10月22日週 | たむらぱん         | 10       |
| 10月29日週 | 家入レオ           | 1        |
| 11月5日週  | MONOBRIGHT         | 4        |
| 11月12日週 | ピロカルピン       | 1        |
| 11月19日週 | キリンジ           | 4        |
| 11月26日週 | 星野源             | 4        |
| 12月3日週  | 南波志帆           | 4        |
| 12月10日週 | 地球三兄弟         | 1        |
| 12月17日週 | →Pia-no-jaC←       | 1        |

| 2013年     | 2013年                 | 2013年   |
| 登場週     | ゲスト                 | 登場回数 |
| ---------- | ---------------------- | -------- |
| 1月7日週   | 木村カエラ             | 8        |
| 1月14日週  | WEAVER                 | 1        |
| 1月21日週  | NIKIIE                 | 2        |
| 1月28日週  | 秦基博                 | 8        |
| 2月4日週   | fumika                 | 2        |
| 2月11日週  | Neat's                 | 2        |
| 2月18日週  | Rihwa                  | 4        |
| 2月25日週  | 7!!                    | 2        |
| 3月4日週   | 佐香智久               | 1        |
| 3月11日週  | さくら学院             | 1        |
| 3月18日週  | 伊藤美裕               | 2        |
| 4月8日週   | スガシカオ             | 9        |
| 4月15日週  | 吉田山田               | 2        |
| 4月22日週  | GOLD RUSH              | 1        |
| 4月29日週  | チャラン・ポ・ランタン | 1        |
| 5月6日週   | 星野源                 | 5        |
| 5月13日週  | 近藤晃央               | 2        |
| 5月20日週  | miwa                   | 8        |
| 5月27日週  | ティーナ・カリーナ     | 2        |
| 6月3日週   | Rihwa                  | 5        |
| 6月10日週  | ピロカルピン           | 2        |
| 6月17日週  | DISH//                 | 1        |
| 6月24日週  | スキマスイッチ         | 11       |
| 7月1日週   | 平原綾香               | 11       |
| 7月8日週   | いきものがかり         | 16       |
| 7月15日週  | 中孝介                 | 7        |
| 7月22日週  | wacci                  | 1        |
| 7月29日週  | ニコラス・エドワーズ   | 1        |
| 8月5日週   | Rake                   | 2        |
| 8月12日週  | 7!!                    | 3        |
| 8月19日週  | たんこぶちん           | 1        |
| 8月26日週  | 近藤晃央               | 2        |
| 9月2日週   | シシド・カフカ         | 1        |
| 9月9日週   | 上間綾乃               | 1        |
| 9月16日週  | 藤澤ノリマサ           | 3        |
| 9月23日週  | ケラケラ               | 1        |
| 9月30日週  | さくら学院             | 2        |
| 10月7日週  | 吉田山田               | 3        |
| 10月14日週 | 秦基博                 | 9        |
| 10月21日週 | DEPAPEPE               | 17       |
| 10月28日週 | チャラン・ポ・ランタン | 2        |
| 11月4日週  | Czecho No Republic     | 1        |
| 11月11日週 | カサリンチュ           | 3        |
| 11月18日週 | MONOBRIGHT             | 5        |
| 11月25日週 | 平原綾香               | 12       |
| 12月2日週  | ティーナ・カリーナ     | 3        |
| 12月9日週  | WHITE ASH              | 1        |
| 12月16日週 | たむらぱん             | 11       |

### 2014年
| 2014年     | 2014年                 | 2014年   |
| 登場週     | ゲスト                 | 登場回数 |
| ---------- | ---------------------- | -------- |
| 1月6日週   | ベッキー♪♯             | 1        |
| 1月13日週  | 7!!                    | 4        |
| 1月20日週  | May'n                  | 1        |
| 1月27日週  | 吉田山田               | 4        |
| 2月3日週   | miwa                   | 9        |
| 2月10日週  | Silent Siren           | 1        |
| 2月17日週  | Rihwa                  | 6        |
| 2月24日週  | 家入レオ               | 2        |
| 3月3日週   | アンジェラ・アキ       | 11       |
| 3月10日週  | back number            | 2        |
| 3月17日週  | Serena                 | 1        |
| 4月7日週   | Suzu                   | 1        |
| 4月14日週  | 一青窈                 | 12       |
| 4月21日週  | fumika                 | 3        |
| 4月28日週  | 片平里菜               | 1        |
| 5月5日週   | Rihwa                  | 7        |
| 5月12日週  | NIKIIE                 | 3        |
| 5月19日週  | 7!!                    | 5        |
| 5月26日週  | Salley                 | 1        |
| 6月2日週   | キマグレン             | 4        |
| 6月9日週   | D.W.ニコルズ           | 2        |
| 6月16日週  | 大原櫻子               | 1        |
| 6月23日週  | 木村カエラ             | 9        |
| 6月30日週  | Czecho No Republic     | 2        |
| 7月7日週   | カサリンチュ           | 4        |
| 7月14日週  | Neat's                 |          |
| 7月21日週  | 上間綾乃               |          |
| 7月28日週  | スキマスイッチ         |          |
| 8月4日週   | 秦基博                 |          |
| 8月11日週  | 7!!                    |          |
| 8月18日週  | 吉田山田               |          |
| 8月25日週  | DEPAPEPE               |          |
| 9月1日週   | 近藤晃央               |          |
| 9月8日週   | ファンキー加藤         |          |
| 9月15日週  | Suzu                   |          |
| 9月22日週  | WHITE ASH              |          |
| 9月29日週  | wacci                  |          |
| 10月6日週  | 安田レイ               |          |
| 10月13日週 | FLiP                   |          |
| 10月20日週 | 一青窈                 |          |
| 10月27日週 | Little Glee Monster    |          |
| 11月3日週  | 藤田麻衣子             |          |
| 11月10日週 | Salley                 |          |
| 11月17日週 | ももちひろこ           |          |
| 11月24日週 | いきものがかり         |          |
| 12月1日週  | スキマスイッチ         |          |
| 12月8日週  | チャラン・ポ・ランタン |          |
| 12月15日週 | 平原綾香               |          |

### 2015年
| 2015年     | 2015年                   | 2015年   |
| 登場週     | ゲスト                   | 登場回数 |
| ---------- | ------------------------ | -------- |
| 1月5日週   | ダイスケ                 |          |
| 1月12日週  | TRUSTRICK                |          |
| 1月19日週  | KANA-BOON                |          |
| 1月26日週  | Rihwa                    |          |
| 2月2日週   | たんこぶちん             |          |
| 2月9日週   | 7!!                      |          |
| 2月16日週  | fumika                   |          |
| 2月23日週  | Silent Siren             |          |
| 3月2日週   | 家入レオ                 |          |
| 3月9日週   | Suzu                     |          |
| 3月16日週  | OKAMOTO'S                |          |
| 3月30日週  | トミタ栞                 |          |
| 4月6日週   | miwa                     |          |
| 4月13日週  | Rake                     |          |
| 4月20日週  | 見田村千晴               |          |
| 4月27日週  | カサリンチュ             | 5        |
| 5月4日週   | ふぇのたす               |          |
| 5月11日週  | 平原綾香                 |          |
| 5月18日週  | ダイスケ                 |          |
| 5月25日週  | 秦基博                   |          |
| 6月1日週   | Silent Siren             |          |
| 6月8日週   | Phono Tones              |          |
| 6月15日週  | 吉田山田                 |          |
| 6月22日週  | 浜端ヨウヘイ             |          |
| 6月29日週  | コアラモード.            |          |
| 7月6日週   | Rihwa                    |          |
| 7月13日週  | 安田レイ                 |          |
| 7月20日週  | 山猿                     |          |
| 7月27日週  | 町あかり                 |          |
| 8月3日週   | Salley                   |          |
| 8月10日週  | 中孝介                   |          |
| 8月17日週  | 家入レオ                 |          |
| 8月24日週  | NICO Touches the Walls   |          |
| 8月31日週  | Negicco                  |          |
| 9月7日週   | 関取花                   |          |
| 9月14日週  | EDGE of LIFE             |          |
| 9月21日週  | Czecho No Republic       |          |
| 9月28日週  | Gacharic Spin            |          |
| 10月5日週  | 吉田山田                 |          |
| 10月12日週 | 7!!                      |          |
| 10月19日週 | Special Others           |          |
| 10月26日週 | 吉澤嘉代子               |          |
| 11月2日週  | ファンキー加藤           |          |
| 11月9日週  | グッドモーニングアメリカ |          |
| 11月16日週 | 瀧川ありさ               |          |
| 11月23日週 | Back Number              |          |
| 11月30日週 | DEPAPEPE                 |          |
| 12月7日週  | 秦基博                   |          |
| 12月14日週 | 藤澤ノリマサ             |          |

### 2016年
| 2016年    | 2016年                   | 2016年   |
| 登場週    | ゲスト                   | 登場回数 |
| --------- | ------------------------ | -------- |
| 1月4日週  | Rihwa                    |          |
| 1月11日週 | Little Glee Monster      |          |
| 1月18日週 | トミタ栞・レディビアード |          |
| 1月25日週 | NakamuraEmi              |          |
| 2月1日週  | 安田レイ                 |          |
| 2月8日週  | たんこぶちん             |          |
| 2月15日週 | 片平里菜                 |          |
| 2月22日週 | さユり                   |          |
| 2月29日週 | 吉田山田                 |          |
| 3月7日週  | MAIKO(7!!)               |          |